# Mistrovství Evropy juniorů v biatlonu 2025
Mistrovství Evropy juniorů v biatlonu 2025 probíhalo od 20. do 26. ledna 2025 v německém Altenbergu. Mistrovství Evropy juniorů se zde koná poprvé.
Z českých juniorů startovali na mistrovství Miroslava Červená‚ Lucie Jandurová, Anna Matějková, Heda Mikolášová, Kateřina Pavlů, Ilona Plecháčová mezi juniorkami, mezi juniory pak Jiří Blaha, David Eliáš, Jan Gregor, Petr Hák, Vladimír Kocmánek a Daniel Malušek. Nejlepšího výsledku dosáhla 21letá Kateřina Pavlů, která ovládla závěrečný závod s hromadným startem. V závodě smíšených dvojic pak s Davidem Eliášem obsadili třetí místo a získali bronzové medaile.

## Program
Na programu mistrovství bylo 6 disciplín. Junioři i juniorky absolvovali sprinty, vytrvalostní závody a závody s hromadným startem. Společně také jely závody smíšených štafet a smíšených dvojic.
| Den | Datum     | Začátek (SEČ) | Disciplína                    | Počet závodníků |
| --- | --------- | ------------- | ----------------------------- | --------------- |
| St  | 22. ledna | 10:30         | Vytrvalostní závod (junioři)  | 131             |
| St  | 22. ledna | 14:30         | Vytrvalostní závod (juniorky) | 111             |
| Čt  | 24. ledna | 10:45         | Smíšený závod dvojic          | 27 dvojic       |
| Čt  | 24. ledna | 14:00         | Smíšená štafeta               | 23 štafet       |
| So  | 25. ledna | 10:30         | Sprint (junioři)              | 130             |
| So  | 25. ledna | 14:15         | Sprint (juniorky)             | 106             |
| Ne  | 26. ledna | 10:45         | Hromadný start (junioři)      | 59              |
| Ne  | 26. ledna | 13:30         | Hromadný start (juniorky)     | 59              |

## Medailisté

### Junioři
| Disciplína                        | Zlato           | Výkon             | Stříbro           | Výkon             | Bronz                        | Výkon             |
| Vytrvalostní závod (15 km)        | Grzegorz Galica | 41:35,7 (1+1+0+0) | Antonin Delsol    | 42:13,9 (2+0+0+0) | Arthur Ischakov              | 42:26,1 (0+0+0+1) |
| Sprint (10 km)                    | Fabian Kaskel   | 27:42,3 (0+0)     | Elias Seidl       | 27:44,5 (1+0)     | Camille Grataloup-Manissolle | 27:56,2 (0+1)     |
| Závod s hromadným startem (12 km) | Grzegorz Galica | 35:02,4 (1+0+2+0) | Sondre Slettemark | 35:11,1 (1+0+0+1) | Martin Botet                 | 35:15,2 (1+0+1+0) |

### Juniorky
| Disciplína                       | Zlato                 | Výkon             | Stříbro            | Výkon             | Bronz                    | Výkon             |
| Vytrvalostní závod (12,5 km)     | Valentina Dimitrovová | 41:12,5 (1+1+0+0) | Eveliina Hakalová  | 41:16,2 (0+0+0+0) | Amelia Liszková          | 42:07,5 (0+0+0+1) |
| Sprint (7,5 km)                  | Anaëlle Bondouxová    | 24:17,3 (1+0)     | Coralie Perrinová  | 24:19,9 (0+0)     | Charlotte Gallbronnerová | 24:32,0 (0+0)     |
| Závod s hromadným startem (9 km) | Kateřina Pavlů        | 30:05,6 (0+1+1+0) | Fabiana Carpellová | 30:19,0 (1+0+1+0) | Sara Scattolová          | 30:28,5 (0+1+0+2) |

### Smíšené štafety
| Disciplína                        | Zlato                                                                               | Výkon                                                     | Stříbro                                                                             | Výkon                                                     | Bronz                                                                        | Výkon                                                   |
| Smíšený závod dvojic (6 + 7,5 km) | NěmeckoLinus Kesper Charlotte Gallbronnerová Linus Kesper Charlotte Gallbronnerová  | 40:47,0 (0+0) (0+1) (0+1) (1+3) (0+1) (0+0)               | FrancieLéo Carlier Célia Henaffová Léo Carlier Célia Henaffová                      | 40:47,2 (0+2) (0+0) (0+1) (0+0) (0+1) (1+3)               | ČeskoDavid Eliáš Kateřina Pavlů David Eliáš Kateřina Pavlů                   | 42:03,7 (0+3) (0+2) (0+1) (0+2) (1+3) (0+1) (0+3) (0+1) |
| Smíšená štafeta (4×7,5 km)        | PolskoJakub Potoniec Grzegorz Galica Anna Nędzová-Kubiniecová Barbara Skrobiszewská | 1:15:20,9 (0+0) (0+2) (0+1) (0+0) (0+2) (0+0) (0+1) (0+0) | FrancieCamille Grataloup-Manissolle Antonin Delsol Lola Bugeaudová Louise Roguetová | 1:16:02,8 (0+1) (0+1) (0+2) (0+1) (0+0) (0+2) (0+0) (0+1) | ItálieDavide Compagnoni Felix Ratschiller Fabiana Carpellová Sara Scattolová | 1:16:25,4 (0+0) (0+2) (0+0) (0+0) (0+1) (2+3)           |